# Skala CRB-65
Skala CRB-65 – medyczna skala punktowa, pozwalająca na ocenę ciężkości pozaszpitalnego zapalenia płuc w warunkach pozaszpitalnych (ambulatoryjnych). Od skali CURB-65 różni ją brak oceny stężenia mocznika we krwi. Ocena pacjenta za pomocą tej skali możliwa jest na podstawie badania przedmiotowego i podmiotowego, bez badań dodatkowych (oznaczania stężenia mocznika we krwi żylnej).
Nazwa skali jest akronimem od poszczególnych elementów podlegających ocenie:
- zaburzeń świadomości (Confusion);
- częstości oddechów (Respiratory rate) równej lub większej 30/minutę;
- ciśnienia tętniczego krwi (Blood pressure) równego lub niższego od 90/60 mmHg;
- wieku chorego powyżej 65 lat.

Przyznaje się po 1 punkcie za spełnienie każdego z powyższych kryteriów.

## Interpretacja
Wynik punktowy, interpretuje się w poniższy sposób:
- 0 pkt. - hospitalizacja nie jest wymagana;
- 1-2 pkt. - rozważ hospitalizację;
- 3-4 pkt. - wymagana hospitalizacja.